# Hypanthidium beniense
Hypanthidium beniense är en biart som beskrevs av Cockerell 1927. Hypanthidium beniense ingår i släktet Hypanthidium och familjen buksamlarbin. Inga underarter finns listade i Catalogue of Life.